# Синдром злого мира
Синдром злого мира (англ. mean world syndrome) — термин, придуманный Джорджем Гербнером и описывающий явление, при котором контент средств массовой информации, связанный с жестокостью и насилием, заставляет зрителей думать, что они живут в мире более опасном и жестоком, чем он есть на самом деле.

## Описание
Синдром злого мира — одно из основных понятий гипотезы культивации. Гербнер первый, кто начал исследовать влияние телевидения на общественность и на её поведение. Он утверждал, что люди, смотрящие телевизор, склонны думать о мире как о страшном и жестоком месте. Была доказана прямая связь между количеством часов, потраченных на просмотр телевизора, и возникающим впоследствии страхом. Хотя причинно-следственная связь этих двух явлений остается спорной, так как люди, опасающиеся мира, могут с большей вероятностью закрыться от него и, в свою очередь, проводить больше времени в одиночку, например, за просмотром телевизора.
Большинство из людей живут довольно изолированно и не встречают слишком много людей других рас, других этнических групп. Большинство из того, что о них известно, известно благодаря телевидению. И по телевидению мы получаем очень специфическую информацию.
Также, люди, злоупотребляющие просмотром телевизора, считают, что необходимо более серьёзное обеспечение правопорядка, и утверждают, что большинство людей «думают лишь о себе» и «им нельзя доверять».
Люди, злоупотребляющие просмотром телевизора, с подозрением относятся к мотивам других людей. По их словам, эти люди всегда ожидают наихудшего». Такие лица более склонны утверждать, что «люди действуют только в своих интересах», «нельзя быть слишком осторожным с другими людьми».Джордж Гербнер
Именно такое мышление было названо «синдромом злого мира». Кроме того, согласно первоначальным исследованиям Гербнера, телеманы гораздо больше других боятся выходить на улицу в тёмное время суток. Эта тенденция проявляется и на более глобальном уровне: американцы, злоупотребляющие просмотром телевизора, гораздо более склонны считать, что они как нация должны держаться в стороне от международных вопросов.
Мнения и образы, формирующиеся у зрителя при просмотре телевидения, имеют прямое влияние на то, как зритель воспринимает реальный мир. Особенно это относится к наиболее часто повторяющимся изображениям и сюжетам. Гербнер однажды сказал: «Тот, кто управляет культурой, управляет поведением человека в целом. Раньше это были родители, школа, церковь, общество. Теперь это те, кто ищут лишь наживы».
Теперь все совсем не как в классической литературе. Сначала насилие было в произведениях Шекспира. Затем в сказках было насилие. И, по сути, насилие — это закономерная и отличительная черта художественной литературы и журналистики. Необходимо показать трагедию, боль и ущерб, которые могут быть вызваны одержимостью насилием. Но большая часть насилия, которое мы видим, это то так называемое «счастливое насилие».Джордж Гербнер
Гербнер утверждает, что с течением времени синдром злого мира получил широкое распространение и огласку. По его мнению, новые технологии, такие как видеомагнитофоны и DVD, не только не нарушают гипотезу культивации, но и открывают полный доступ к содержанию, где из раза в раз повторяющиеся события вызывают страх. Несмотря на это, с появлением и распространением интернета, открытый доступ к информации может воспрепятствовать этому. Модели бихевиоризма 1930-х годов и исследования Фонда Пейна показывают, что влияние, которое средства массовой информации оказывают на наше поведение, огромно. Это называется теорией волшебной пули: сообщения масс-медиа принимаются всеми членами аудитории одинаково и такие стимулы вызывают мгновенные и непосредственные отклики. Также исследования фонда Пейна выявили связь между преступностью и насилием в фильмах и предпосылками к появлению нервных расстройств у детей в будущем. Обобщая все вышесказанное, ‘синдром злого мира’ состоит из следующих понятий:
- Большинство людей думает только о себе.
- Вы не можете быть слишком осторожным в общении с людьми.
- Большинство людей воспользуется вами, если им предоставится такая возможность.

## Критика
Критики отмечают, что прямой связи между телевидением и страхом преступности может и не быть, как нет связи между сопливым носом и больным горлом, то есть ни одно из них не вызывает другое, а оба являются симптомами чего-то третьего. Некоторые утверждают, что исследования Гербнера не демонстрируют очевидных корреляций между переменными. Критики настаивают на том, что корреляция между просмотром ТВ и страхом стать жертвой преступления можно интерпретировать по-разному. Как и утверждал Гербнер, телесмотрение может культивировать данный страх, однако можно и перевернуть это предположение: из-за страха стать жертвой преступления люди больше смотрят телевизор. В конце концов, большинство телепередач отображают «справедливый мир», в котором «плохие парни» получают по заслугам.
Дж. Гербнера критиковали за то, что он «валит в одну кучу» все формы насилия. Насилие на ТВ, которое исследовал Гербнер никак им не систематизируется и не дифференцируется, как и жанры телепередач, подверженные анализу, то есть насилие и жестокость на экране не являются однородными, как в гипотезе Гербнера.